# Келеш, Фатих
Фатих Келеш (тур. Fatih Keleş; род. 27 ноября 1989, Трабзон) — турецкий боксёр, представитель лёгкой и первой полусредней весовых категорий. Выступал за сборную Турции по боксу в конце 2000-х — середине 2010-х годов, чемпион Европы, серебряный призёр Средиземноморских игр, победитель и призёр многих турниров международного значения, участник летних Олимпийских игр в Лондоне. Начиная с 2016 года боксирует на профессиональном уровне.

## Биография
Фатих Келеш родился 27 ноября 1989 года в городе Трабзон, Турция. Заниматься боксом начал в возрасте десяти лет, проходил подготовку в клубе Kocaeli BB Kağıt S.K. в Измите под руководством тренера Назми Далкырана.

### Любительская карьера
В 2004 году боксировал на чемпионате Европы среди школьников в Венгрии.
Впервые заявил о себе на взрослом уровне в сезоне 2008 года, когда на чемпионате Турции в Адане завоевал серебряную медаль в зачёте лёгкой весовой категории, уступив в финале Якупу Шенеру. Попав в состав турецкой национальной сборной, выступил на домашнем международном турнире «Ахмет Джёмерт» в Стамбуле, где на стадии четвертьфиналов был остановлен соотечественником Онуром Шипалом.
В 2010 году вновь стал серебряным призёром чемпионата Турции, одержал победу на Мемориале Феликса Штамма в Варшаве.
В 2011 году наконец выиграл турецкое национальное первенство, одолел всех оппонентов на домашнем чемпионате Европы в Анкаре, в частности в решающем поединке взял верх над титулованным итальянцем Доменико Валентино. Выступил и на чемпионате мира в Баку, где остановился уже на предварительном этапе лёгкого веса.
Благодаря череде удачных выступлений удостоился права защищать честь страны на летних Олимпийских играх 2012 года в Лондоне — в категории до 60 кг благополучно прошёл алжирца Абделькадера Шади в стартовом поединке, тогда как во втором бою на стадии 1/8 финала со счётом 12:16 потерпел поражение от литовца Эвальдаса Пятраускаса.
После лондонской Олимпиады Келеш остался в основном составе турецкой национальной сборной и продолжил принимать участие в крупнейших международных турнирах. Так, в 2013 году он выиграл серебряную медаль на домашних Средиземноморских играх в Мерсине, боксировал на мировом первенстве в Алма-Ате.
В 2015 году побывал на европейском первенстве в Самокове, где в 1/8 финала первого полусреднего веса был побеждён англичанином Пэтом Маккормаком.

### Профессиональная карьера
Покинув расположение турецкой сборной, в апреле 2016 года Келеш успешно дебютировал на профессиональном уровне. Переехав на постоянное жительство в Гамбург, боксировал преимущественно на территории Германии. В течение года сумел одержать восемь побед, не потерпев при этом ни одного поражения.
В мае 2017 года завоевал вакантный титул чемпиона Европы в первой полусредней весовой категории по версии Всемирной боксёрской организации (WBO), который впоследствии несколько раз защитил.
В мае 2018 года защищал свой титул в бою против чемпиона России Максима Чурбанова (8-3-1), однако уже во втором раунде их поединок был остановлен из-за открывшегося у Чурбанова рассечения, полученного в результате непреднамеренного столкновения головами, и признан несостоявшимся. На ноябрь планировался повторный бой между ними.
8 июня 2019 года уступил единогласным решением в бою за титул чемпиона по версии IBF International австралийцу Лиаму Паро.